# جورجينيو (لاعب كرة قدم مواليد 1974)
جورجينيو (بالبرتغالية: Jorge Augusto da Cunha Gabriel‏) هو لاعب كرة قدم برازيلي في مركز الهجوم، ولد في 17 أكتوبر 1974 في ريو دي جانيرو في البرازيل. لعب مع نادي فاسكو دا غاما.

## وصلات خارجية
- جورجينيو (لاعب كرة قدم مواليد 1974) على موقع الاتحاد الدولي (مؤرشف)  (الإنجليزية)